# Cyrtauchenius doleschalli
Cyrtauchenius doleschalli är en spindelart som beskrevs av Anton Ausserer 1871. Cyrtauchenius doleschalli ingår i släktet Cyrtauchenius och familjen Cyrtaucheniidae. Inga underarter finns listade i Catalogue of Life.